# سوزان أومالي (مسيرة رياضية)
سوزان أومالي (بالإنجليزية: Susan O'Malley)‏ هي مسيرة رياضية أمريكية، ولدت في 7 نوفمبر 1961.